# Bambas (distrito)
Bambas é um distrito peruano localizado na Província de Corongo, departamento Ancash. Sua capital é a cidade de Bambas.

## Transporte
O distrito de Bambas é servido pela seguinte rodovia:
- PE-3N, que liga o distrito de La Oroya (Região de Junín) à Puerto Vado Grande (Fronteira Equador-Peru) no distrito de Ayabaca (Região de Piura)
- PE-3NA, que liga o distrito de La Pampa à cidade de Tauca [2][3][4]